# María Teresa Arredondo Waldmeyer
María Teresa Arredondo Waldmeyer es una destacada ingeniera argentina y Catedrática de la Universidad Politécnica de Madrid (UPM) con una amplia trayectoria en el campo de la investigación. Fue la primera ingeniera electrónica de la Universidad Nacional de Tucumán, en Argentina, y la primera mujer catedrática en el ámbito de la Ingeniería de Telecomunicación en la UPM y en España. Actualmente está adscrita al Departamento de Tecnología Fotónica y Bioingeniería de la UPM, en donde imparte clases de bioingeniería.
A lo largo de su carrera, ha desempeñado diversos cargos institucionales, entre los que destacan su labor como Directora de Relaciones con Latinoamérica en el Vicerrectorado de Relaciones Internacionales, su papel como Asesora en la Unidad de Mujeres y Ciencia en el Ministerio de Educación y Ciencia, y su dirección de la Cátedra Vodafone durante 17 años.
Es fundadora y directora de Life Supporting Technologies, un grupo de investigación dentro de la UPM de excelencia internacional dedicado a la investigación, innovación y desarrollo tecnológico en el ámbito de la salud y los sistemas sanitarios para prevenir, cuidar y promover una mejor calidad de vida en la sociedad, el apoyo a la inclusión y la vida independiente.
Sus trabajos de investigación e innovación en el campo de las Tecnologías de la información y la comunicación (TIC) aplicadas a la salud y la inclusión social han tenido un impacto significativo en la mejora de la calidad de vida de las personas.
Ha publicado más de 200 artículos en revistas científicas y ha dirigido más de 50 tesis doctorales. Es una referente internacional en su campo y ha recibido numerosos premios y reconocimientos por su trabajo.

## Biografía
En 1976, obtuvo su licenciatura en Ingeniería Electricista con Orientación Electrónica por la Universidad Nacional de Tucumán en Argentina. Posteriormente, en 1982, finalizó sus estudios de Máster Especialista en Higiene y Seguridad en el Trabajo por la Universidad Tecnológica Nacional, Argentina.
En 1988, María Teresa obtuvo su doctorado en Ingeniería de Telecomunicación por la Universidad Politécnica de Valencia con la tesis doctoral titulada "Especificaciones de diseño instrumental en Desfibrilación Automática Externa: Repercusión de los mecanismos asociados a la resucitación".
Desde entonces, ha desarrollado una destacada carrera académica, desempeñando diversos cargos institucionales y liderando importantes proyectos de investigación. Entre sus logros más destacados se encuentra su labor como Directora de la Cátedra Vodafone durante 17 años, donde se centró en el campo de la Salud y los Servicios Sociales para personas desfavorecidas y con necesidades especiales.

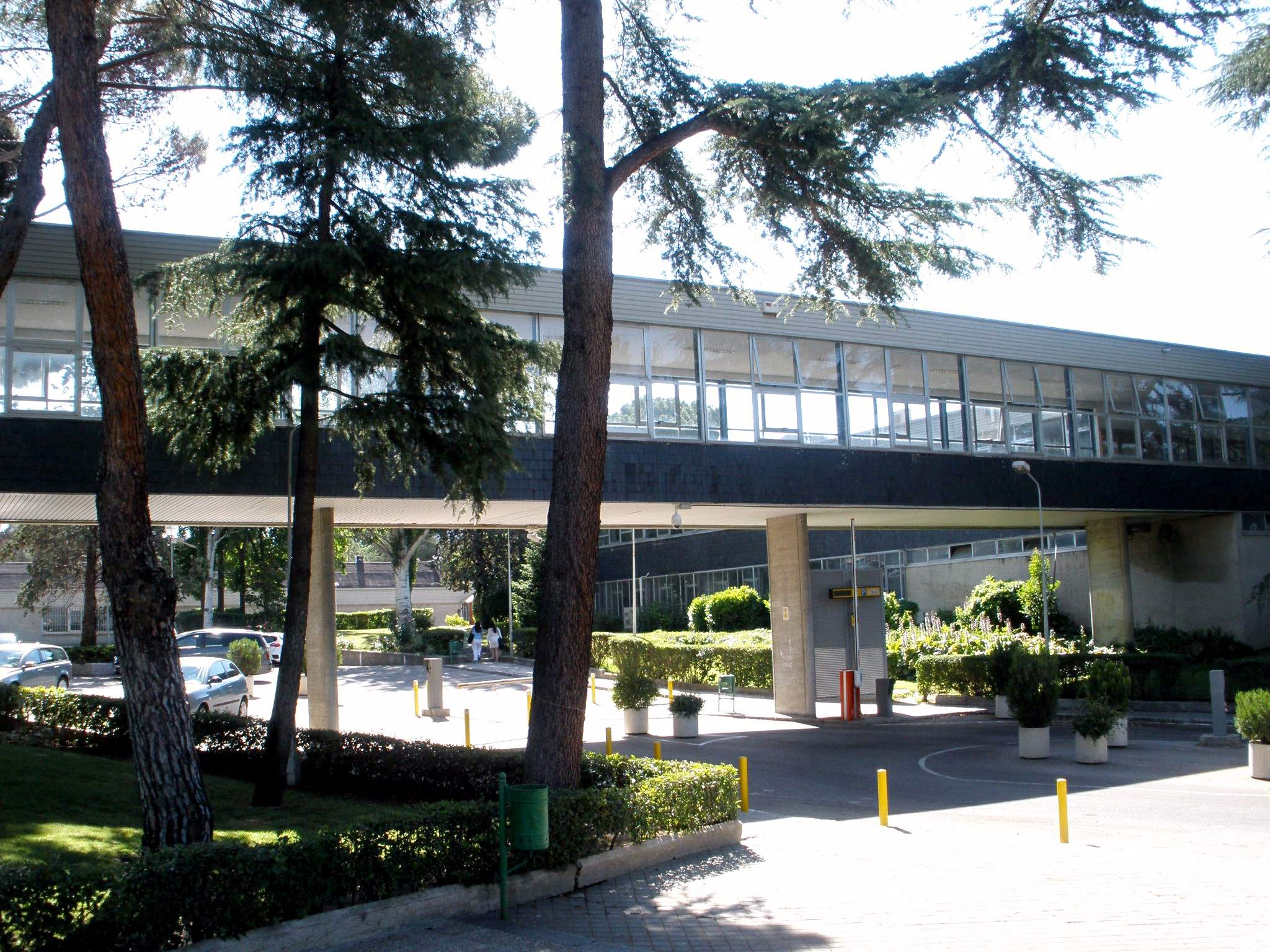
Escuela Técnica Superior de Ingenieros de Telecomunicación (ETSIT, UPM)

En 2002, fundó el grupo de investigación Life Supporting Technologies (LST) de la Universidad Politécnica de Madrid (UPM), dedicado al desarrollo de tecnologías para el apoyo a la vida, la salud y la inclusión social y ha desarrollado sistemas para la evaluación de pacientes con enfermedad de Parkinson, el apoyo a la rehabilitación cognitiva de pacientes con ictus, la gestión remota de pacientes diabéticos, la atención mental y la monitorización remota de la insuficiencia cardiaca, entre muchos otros. También ha sido uno de los iniciadores de los primeros proyectos de investigación que introdujeron los novedosos conceptos de textiles inteligentes y sensores vestibles (wearables) para la monitorización de las condiciones de salud. Su trabajo pionero en el ámbito de la vida cotidiana asistida por el entorno ha contribuido al desarrollo de la primera plataforma de referencia y las primeras normas de especificación en este campo. El grupo LST está formado por un equipo de investigadores altamente cualificados, incluyendo ingenieros, médicos, informáticos, diseñadores y psicólogos. El grupo colabora estrechamente con empresas e instituciones sanitarias para transferir sus resultados de investigación a la práctica y ha recibido, desde 2004, una financiación de más de 26 millones de euros provenientes de la Unión Europea, empresas y organismos gubernamentales.
En 2008, fundó el Smart House Living Lab (LL), un laboratorio inteligente o Living Lab, especializado en domótica e inteligencia ambiental, situado en la Escuela Técnica Superior de Ingenieros de Telecomunicación de la UPM. El Living Lab es un espacio completamente domotizado, único en España, que permite a los investigadores probar y validar sus tecnologías en un entorno real, en este caso, el escenario principal era un apartamento para simular situaciones de la vida cotidiana de usuarios con diferentes condiciones y/o enfermedades. En 2021, Arredondo ha dirigido la renovación completa de este espacio bajo un nuevo nombre, LifeSpace, donde se han expandido los escenarios y las tecnologías integradas, con nuevas posibilidades para la innovación abierta y la colaboración entre investigadores, usuarios finales y otros actores, el primer laboratorio interactivo de ese tipo en España.
Además, ha sido Coordinadora del Programa de doctorado de Ingeniería Biomédica en la UPM y Directora de EIT Health European Living Labs, una red europea de más de 130 Living-Labs. En la trayectoria del grupo (LST), Arredondo ha coordinado como IP: 104 Proyectos Europeos (PE) (FP6; FP7; H2020; EIT HEALTH; IMI; PRIMA) y otros 17 proyectos con empresas y administración, dirigido 23 Tesis Doctorales; publicado 41 Capítulos de Libro; 392 Pub. Congresos; 109 Artículos en Revistas Internacionales (Numerosos Q1 y Q2); dictado 125 Conferencias Internacionales; participado en 39 Comités Científicos de Congresos Internacionales y cuenta con 6 sexenios de Investigación aprobados.
María Teresa también ha sido miembro de diversas sociedades científicas, incluyendo la Sociedad Argentina de Bioingeniería (SABI), la Sociedad Española de Ingeniería Biomédica (SEIB), la New York Academy of Sciences (NYAS), la American Telemedicine Association (ATA) y el Foro Independent Living de la Unión Europea. Su trabajo ha sido reconocido internacionalmente y ha colaborado con importantes empresas como Siemens, Philips, Vodafone, Telefónica, Medtronic, DKV, Nokia, Smartex, Samsung, ST Microelectrónic, Facebook, Microsoft y Novartis, entre otras . Además, ha sido coordinadora del equipo de evaluación en el Convenio de Accesibilidad Universal, un proyecto sobre actuaciones y planes de infoaccesibilidad presentados por Entidades y Ayuntamientos, entre el Ministerio de Trabajo y Asuntos Sociales a través del IMSERSO y la fundación ONCE durante los años 2005-2006 . Su amplia experiencia y colaboraciones con empresas líderes en el sector tecnológico y de la salud, así como su labor en diversas sociedades científicas, demuestran su compromiso con la investigación y la transferencia de resultados a la sociedad.

## Líneas de investigación
Realiza una investigación multidisciplinar sobre las interacciones entre sistemas vivos y sistemas artificiales para el modelado, diseño e implementación de entornos de inteligencia ambiental para aplicaciones en el campo de la Salud y de los Servicios Sociales. Para ello, diseña y desarrolla plataformas integradas inteligentes multimedia y multiformato para pacientes y profesionales, al tiempo que investiga en entornos y productos que respondan a la filosofía de "Diseño para todos".
Las líneas de investigación creadas a lo largo de su trayectoria académica configuran una clara estrategia de conocimiento y aprendizaje de un amplio espectro de temas relacionados con la salud y el bienestar humano, consiguiendo por el camino también la formación de nuevos investigadores y la creación de nuevos espacios de la UPM en el contexto europeo. Estas líneas de investigación, junto con algunos proyectos de referencia, incluyen: 
- Cardiología: desarrollo de tecnologías para diagnóstico y tratamiento de insuficiencia cardíaca y otras patologías relacionadas.
- Oncología: tratamiento y seguimiento post-recuperación de cáncer.
- Neurología: enfermedades neurológicas como Parkinson, Alzheimer y Apraxia.
- Endocrinología y Nutrición: tratamiento y seguimiento diario de personas con diabetes tipo 1 y 2, promoción de buenos hábitos en nutrición y estilo de vida.
- Psiquiatría y Salud Mental: trastorno bipolar y depresión en pacientes críticos.
- Envejecimiento Activo y Saludable: paradigma de las tecnologías AHA y promoción de autocuidado, hábitos saludables e independencia para las personas mayores. Esta línea se potenció con el proyecto ACTIVAGE (entre otros), en el cual Maria Teresa fue IP, proyecto bandera de la Comisión Europea en el campo del envejecimiento activo y saludable con tecnologías IoT.[14]
- Ciudades Inteligentes y Medio Ambiente: efectos de la polución en patologías respiratorias y metabólicas, más notablemente en el marco del proyecto PULSE, donde se implementaron pilotos en Madrid y Barcelona.
- COVID-19: Investigación en el uso de tecnologías para el diagnóstico y tratamiento de la enfermedad, representada en dos proyectos europeos: PERISCOPE y PandeVITA.
- Farmacología: Investigación en la gestión y transacción en estudios multicéntricos para la prueba de nuevos fármacos a nivel mundial, sobre todo a través de PHARMALEDGER (1er IMI dirigido por España y el primer IMI otorgado a la UPM).
- Robótica: Desarrollo de tecnologías para la inclusión de soporte tecnológico en los servicios sociosanitarios, a través de los proyectos APRIL (coordinación europea) y VOJEXT (IP).
- Señales Neuronales: Investigación en el estudio de las señales neuronales para predecir acciones simples, permitiendo comenzar el estudio del uso de sensores no invasivos de actividad cortical, en el proyecto Plan4Act.

## Trayectoria académica y profesional
María Teresa Arredondo Waldmeyer ha contribuido tanto en el campo de la investigación básica y aplicada, como en la gestión universitaria y apoyo a las diferentes instituciones de investigación involucradas. Los cargos más importantes en su trayectoria han sido:
- Catedrática de Universidad (Telecomunicaciones – Ingeniería Biomédica- La Ciudad Inteligente: Salud y Sociedad).
- Directora del Grupo de investigación LifeSTech (Life Supporting Technologies: Tecnologías de apoyo a la vida).
- Coordinadora del programa de Doctorado Rectorado UPM (01/09/2017 - 31/07/2022)

- Directora de Relaciones con Latinoamérica en el Vicerrectorado de Relaciones Internacionales durante 12 años con los siguientes logros:
  - Intensificar la relación de profesores e investigadores de la UPM con numerosos programas nuevos en Universidades y Centros públicos y privados de LA en diversas áreas (medio ambiente, agricultura, minería, industria, TIC, etc.).
  - Facilitar un intenso intercambio de cientos de becarios pre y posdoctorales muchos de los cuales consolidaron una fructífera relación académico-científica que todavía se mantiene en muchos casos.
  - Firmar cientos de convenios de colaboración con Universidades y Centros de Investigación públicos y privados que hicieron muy destacable la presencia de nuestra Universidad en toda Latinoamérica.
- Directora de la Cátedra Vodafone durante 17 años:[15]
  - Centró la Cátedra en el campo de la Salud y los Servicios Sociales para personas desfavorecidas y con necesidades especiales.
  - Desarrolló una importante Línea de Investigación en su grupo de Investigación (LST), lo que generó numerosos Proyectos Europeos y Tesis Doctorales y transferencia a la empresa.
  - Creó premios y becas para estudiantes y realizó numerosos seminarios que potenciaron nuevas actividades y relaciones en la ETSIT-UPM.
- Asesora en la Unidad de Mujeres y Ciencia en el Ministerio de Educación y Ciencia (2006-2008), potenciando la figura y las vocaciones de las mujeres en Investigación y Ciencia.
- Directora de EIT Health European Living Labs (Más de 130 Living-Labs en la red Europea).
- Subdirectora del Departamento de Tecnología Fotónica (ETSIT, UPM)
- Coordinadora UPM del Consejo Asesor del Clúster Medicina Innovadora (IHEALTH) del Campus de Excelencia de Moncloa.

## Méritos y reconocimientos
Es miembro fundador de la Sociedad Argentina de Bioingeniería SABI, miembro de la Asociación Argentina de Luminotecnia, miembro de la New York Academy of Sciences, vicepresidenta de la Sociedad Española de Telemedicina SET, miembro de la American Telemedicine Asociation ATA (Estados Unidos), y miembro del Foro Independent Living de la Unión Europea. Fue miembro de la Comisión Directiva de la Asociación Española de Ingeniería Biomédica hasta 1992.
- Premio de Investigación Universidad Politécnica de Madrid 2020, por su dilatada y prolífica trayectoria en investigación y por sus investigaciones científicas y tecnológicas realizadas durante su brillante carrera. Otorgado por el Sr. Rector Magnífico de la UPM el 28 de enero de 2021.[17]
- Premio del Comité Organizador ISAHP 2016, Healthcare decision making at ISAP 2016 14th International Symposium on the AHP, otorgado por la Idea más innovadora de la publicación titulada: "AHP In Ehealth: The Missing Puzzle Between Users' Needs Eliciation, Requirements Design and Specification Writing." en Londres, Reino Unido, 4 de agosto de 2016[18]
- Premio Cátedra Vodafone UPM para Aplicaciones Móviles Accesibles, otorgado por el Sr. Rector Magnífico de la UPM el 20 de junio del 2012 en la ETSIT, Universidad Politécnica de Madrid.[19]
- Premio Honorífico del Comité Organizador MOBIHEALTH 2014, Wireless mobile Communication and healthcare4th International Conference on Wireless Mobile Communication and Healthcare: "Transforming healthcare through innovations in mobile and wireless technologies", otorgado por su distinguido liderazgo en el campo de las tecnologías móviles para la salud. En Atenas, Grecia el 3 de noviembre de 2014.[20]
- Premio BERNARDO A. HOUSSAY 1980-1981, otorgado por la Sociedad Argentina de Biología, por el trabajo: "Umbrales eléctricos desfibrilatorios con descarga transventricular simple en condiciones de isquemia por oclusión coronaria aguda." Miembros del tribunal: Dr. Luis F. Leloir (Premio Nobel), Dres. V Foglia, E Segura, E del Castillo y H Torres. Ver Medical and Biological Engineerig and Computing, Sept. 1981. Vol. 19, No. 5, P. 6.